# IPP Open 2006
L'IPP Open 2006 è stato un torneo di tennis facente parte della categoria ATP Challenger Series nell'ambito dell'ATP Challenger Series 2006. Il torneo si è giocato a Helsinki in Finlandia dal 13 al 19 novembre 2006 su campi in cemento indoor.

## Vincitori

### Singolare
Michael Berrer ha battuto in finale  Tomáš Zíb con il punteggio di 6–2, 3–6, 6–3.

### Doppio
Jasper Smit /  Martijn van Haasteren hanno battuto in finale  Ernests Gulbis /  Deniss Pavlovs con il punteggio di 7–6(6), 6–2.